# Détectives du Far West
 (juin 2024).
Pour les articles homonymes, voir Sunset Pass (homonymie).
Pour plus de détails, voir Fiche technique et Distribution.
Détectives du Far West (Sunset Pass) est un film américain en noir et blanc réalisé par William Berke et sorti en 1946.

## Fiche technique
Sauf indication contraire, les informations mentionnées dans cette section peuvent être confirmées par la base de données cinématographiques IMDb,  présente dans la section « Liens externes ».
- Titre original : Sunset Pass
- Réalisation : William Berke
- Scénario : Norman Houston
  - Basé sur le livre Sunset Pass de Zane Grey
- Décors : Darrell Silvera et William Stevens
- Photographie : Frank Redman
- Son : Roy Granville et Jean L. Speak
- Montage : Samuel E. Beetley
- Musique : Constantin Bakaleinikoff
- Production : Sid Rogell (producteur délégué) et Herman Schlom
- Société de production : RKO Pictures
- Format : noir et blanc - 1,37:1
- Pays d'origine :  États-Unis
- Langue originale : anglais
- Genres : western, action, aventure
- Durée : 64 minutes
- Dates de sortie : 
  - États-Unis : 8 juillet 1946
  - France : 21 janvier 1948

## Distribution
- James Warren : Rocky
- Nan Leslie : Jane Preston
- John Laurenz : Chito Rafferty
- Jane Greer : Lolita Baxter
- Robert Barrat : Rand Curtis
- Harry Woods : Cinnabar
- Robert Clarke : Ash Preston
- Steve Brodie : Cashier Slagle
- Harry Harvey : Daab, le banquier